# Lilia
Lilia, „vlčí jámy“, jsou pasti na nepřítele uspořádané v quincunxovém vzoru (v šikmých řadách, které se vzájemně kříží); kopalo je ve starověku římské vojsko například na obranu svých pevností, aby zejména v noci tvořily další překážku pro útočníky, případně je naváděly žádoucím směrem.  

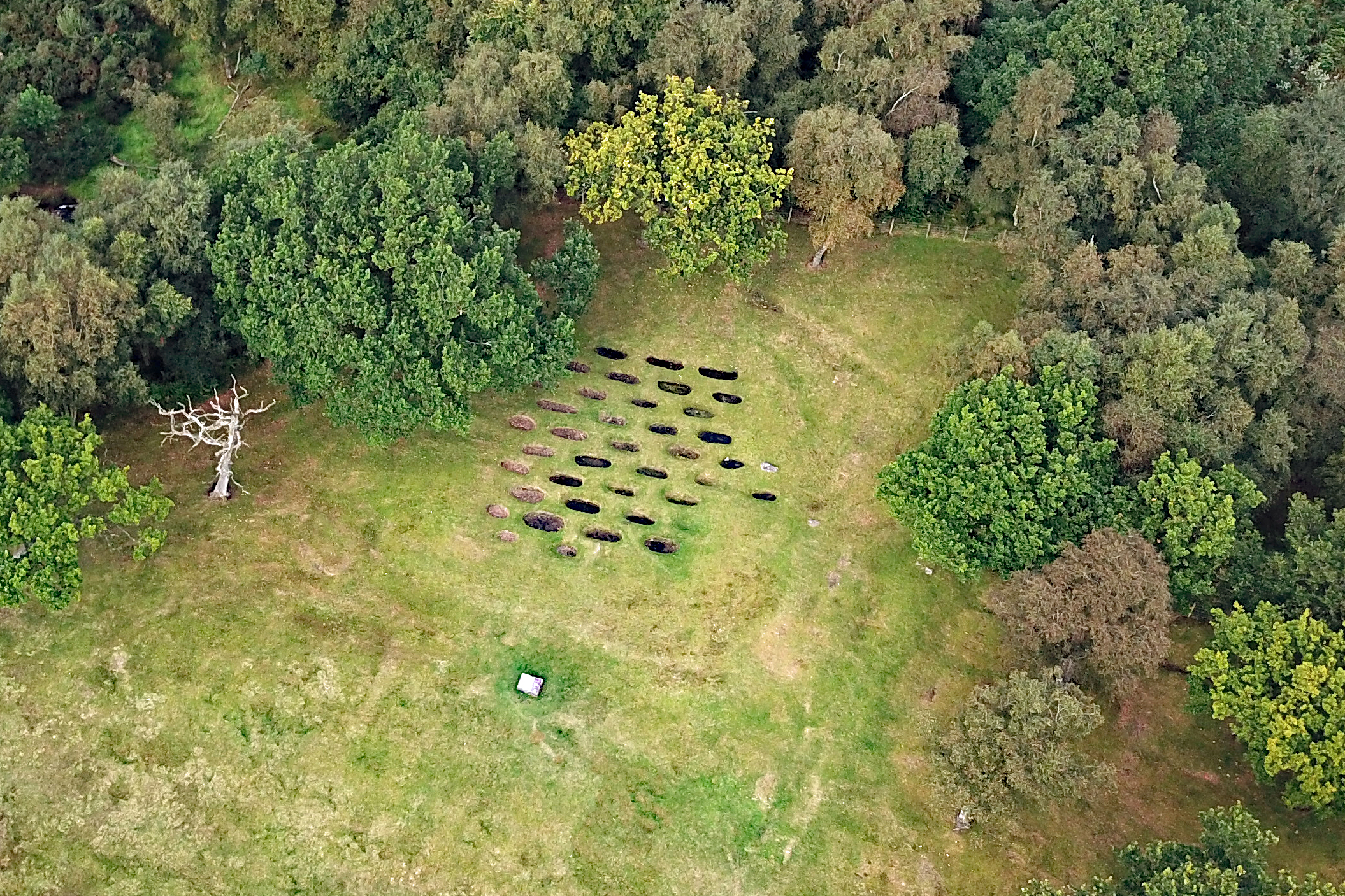
Vlčí jámy, pohled z výšky, římská pevnost Rough Castle, 3 km od skotského města Falkirk

## Popis
Jámy byly hluboké 90 cm a měly tvar trychtýře (jindy je jejich tvar přirovnáván k tvaru písmene V). Vzdálené byly od sebe zhruba 90 cm, kopalo se jich osm a více řad. Každé do dna legionáři zarazili dřevěný kůl, opálený a naostřený, který ze země vyčníval jen několik centimetrů. Aby pevně stál, dole ho upěchovali hlínou a pak zasypali. Jámy nakonec nahoře zakryli tenkou vrstvou proutí a zeminy, aby nebylo vidět, že jde o past. Na povrchu kromě toho mohlo být roztroušeno něco ostrého, například sklo.

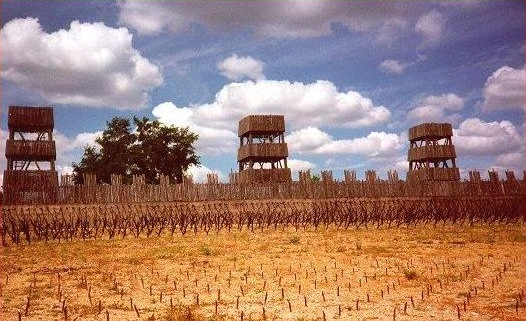
Alesie, rekonstrukce starověkých staveb defenzivních i obléhacích

## Název
Lilia je latinské podstatné jméno v 1. pádě množného čísla, jeho singulár zní lilium, česky lilie. 
Ve významu „vlčí jáma“ je slovo lilia výrazem starověkého vojenského slangu.
Při pohledu shora se kulaté jámy s kůlem uprostřed prý podobaly květům, proto jim vojáci jim říkali „lilie“; alespoň tak o nich psal (údajně s trochou černého humoru) Gaius Julius Caesar v Zápiscích o válce galské (bitva o Alesii, rok 52 př. n. l.).
Kaufmann a Kaufmann se o těchto jamách v roce 2018 zmiňují jako o „Caesarových liliích“, římské obdobě minového pole.
Když James Bromwich popisuje situaci v severní a východní Francii, uvádí, že tyto jámy „vypadaly jako lilie na rybníku“. (Šlo tedy patrně o lekníny, srov. anglicky water lilies, zkráceně lilies).

## Některé lokality
Lilia byla nalezena před Hadriánovým valem v Anglii a Antoninovým valem ve Skotsku, byla používána ale například i ve výše zmíněné válce galské. Jejich zobrazení je i na Trajánově sloupu v Římě.
V roce 2013 bylo v Dánsku objeveno starověké „minové pole“ postavené v době Římské říše, dlouhé řady jam vyhloubených v zemi, které měly zpomalit postup římských vojsk. Zatím byl odhalen pás dlouhý 770 metrů, ale podle odhadu měřil až dvojnásobek. Ležel asi kilometr od pobřeží ostrova Lolland, mezi dvěma neprostupnými bažinami. Na východ od tohoto místa byly nalezeny tři další obdobné pásy.

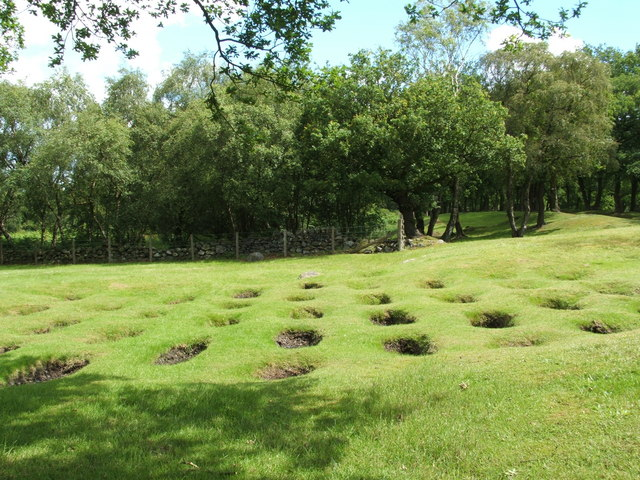
Rough Castle: tyto jámy byly vykopány v roce 1903 a jsou udržovány otevřené

### Hadriánův val
U Hadriánova valu se obranné jámy kopaly na jeho ohrožené, tedy severní straně. Jejich pozůstatky byly nalezeny v Newcastlu (Byker a Throckley). 

### Antoninův val
O tom, do jaké míry na Antoninově valu očekávali útoky ze severu, svědčí velké plochy pokryté těmito pastmi. Vlčí jámy byly u tohoto valu nalezeny na osmi místech a tato starověká „minová pole“ se pravděpodobně táhla po celé délce valu, který byl dlouhý přes 61 km.

### Římská pevnost Rough Castle
Z pevností Antoninova valu je tato sice druhá nejmenší, ale zachovala se relativně dobře, takže nabízí pozoruhodné pohledy na pozůstatky z doby římské: na příkop valu, nejvyšší stále stojící část hradby a další obrannou architekturu, včetně několika příkopů, bran a právě prostoru s vlčími jámami. Na sever od valu je jich ne méně než deset řad, uspořádaných jako černé čtverce na šachovnici, a v každé řadě je dvacet jam. Jejich výstavba si vyžádala značné úsilí a také pozdější údržbu, ale očividně to bylo pokládáno za nutné. Pravděpodobně tvořily první linii obrany.
Rozměry jednotlivých jam u pevnosti Rough Castle Carter považoval za přehnaně velké, odpovídaly by situaci, „kdyby nepřítel nosil boty jako klaun“.

## Vlčí jámy v 20. století
Podle Geoffa Baileyho z muzea ve Falkirku měli Němci podobné pasti, nazývané vlčí pasti, v první světové válce, a poměrně nedávno se používaly ve válce ve Vietnamu, kde byly navíc vymazávány živočišným tukem, účelem bylo, aby do jakéhokoli způsobeného zranění pronikla infekce.